# Blackburn (Oklahoma)
Blackburn és un poble dels Estats Units a l'estat d'Oklahoma. Segons el cens del 2000 tenia 102 habitants.

## Demografia
Segons el cens del 2000, Blackburn tenia 102 habitants, 41 habitatges, i 25 famílies. La densitat de població era de 131,3 habitants per km².
Dels 41 habitatges en un 29,3% hi vivien nens de menys de 18 anys, en un 58,5% hi vivien parelles casades, en un 0% dones solteres, i en un 39% no eren unitats familiars. En el 39% dels habitatges hi vivien persones soles el 24,4% de les quals corresponia a persones de 65 anys o més que vivien soles. El nombre mitjà de persones vivint en cada habitatge era de 2,49 i el nombre mitjà de persones que vivien en cada família era de 3,44.
Per edats la població es repartia de la següent manera: un 28,4% tenia menys de 18 anys, un 6,9% entre 18 i 24, un 26,5% entre 25 i 44, un 20,6% de 45 a 60 i un 17,6% 65 anys o més.
L'edat mediana era de 33 anys. Per cada 100 dones de 18 o més anys hi havia 97,3 homes.
La renda mediana per habitatge era de 12.000 $ i la renda mediana per família de 30.625 $. Els homes tenien una renda mediana de 28.750 $ mentre que les dones 5.000 $. La renda per capita de la població era de 8.668 $. Entorn del 28,6% de les famílies i el 34,7% de la població estaven per davall del llindar de pobresa.

## Poblacions més properes
El següent diagrama mostra les poblacions més properes.